# Ricardo García (futbolista)
Ricardo Antonio García Rodríguez, también conocido como "Sardina" (Puntarenas, 31 de julio de 1955 - 12 de diciembre de 2007) fue un futbolista profesional de Costa Rica. Jugó como defensa central y toda su carrera deportiva la desarrolló en el equipo de su ciudad natal, el Municipal Puntarenas.
El hijo mayor de García, Ricardo García Carvajal (n. 18 de febrero de 1988), es un futbolista profesional que juega en el Puntarenas F.C.

## Trayectoria

### Clubes
Ricardo García jugó un total de 12 temporadas en Primera División entre 1977 y 1989, únicamente con el Municipal Puntarenas.
Con este club porteño obtuvo los mayores logros en su historia, hasta la fecha. Ganó el campeonato de la Primera División en 1986, así como los subcampeonatos en 1978, 1982 y 1983.
En diciembre de 1986 fue operado de los meniscos y perdió presencia como titular; García decidió retirarse de la actividad profesional en 1989 a la edad de 34 años.
Marcó 12 goles con el primer equipo puntarenense.
En los últimos años de su vida, cumplía con la función de delegado oficial en la mayoría de los partidos del Puntarenas F.C..

### Selección nacional
Jugó 17 partidos con la selección nacional de Costa Rica. Entre ellos, disputó la eliminatoria y los Juegos Olímpicos de Moscú 1980 y el Premundial de España 1982.

#### Participaciones en Juegos Olímpicos
| Torneo                   | Sede  | Resultado    |
| ------------------------ | ----- | ------------ |
| Juegos Olímpicos de 1980 | Moscú | Primera fase |

## Muerte
García murió el 12 de diciembre de 2007 a la edad de 52 años, de circunstancias algo confusas. Su cuerpo apareció en un camino solitario en El Roble, Puntarenas.
  Los resultados de la autopsia indicaron que fue un suicidio con algún potente tóxico, aunque las autoridades judiciales nunca determinaron una causal concreta del hecho. Poco menos de cuatro meses antes, su excompañero de equipo y selección Carlos Toppings había fallecido en San José por un cáncer pulmonar.

## Palmarés

### Campeonatos nacionales
| Título           | Club                 | País       | Año  |
| ---------------- | -------------------- | ---------- | ---- |
| Primera División | Municipal Puntarenas | Costa Rica | 1986 |